# Assaphalla
Genre
Assaphalla est un genre d'opilions laniatores de la famille des Assamiidae.

## Distribution
Les espèces de ce genre sont en endémiques du Népal.

## Liste des espèces
Selon World Catalogue of Opiliones (28/02/2024) :
- Assaphalla arunensis Martens, 2021
- Assaphalla peralata Martens, 1997

## Systématique et taxinomie
Ce genre a été décrit par Martens en 1977 dans les Assamiidae.

## Publication originale
- Martens, 1977 : « Opiliones aus dem Nepal-Himalaya. III. Oncopodidae, Phalangodidae, Assamiidae (Arachnida). » Senckenbergiana biologica, vol. 57, no 4/6, p. 295–340.